# Platycerium superbum
Platycerium superbum är en stensöteväxtart som beskrevs av Joncheere och Hennipman. Platycerium superbum ingår i släktet Platycerium och familjen Polypodiaceae. Inga underarter finns listade.

## Bildgalleri

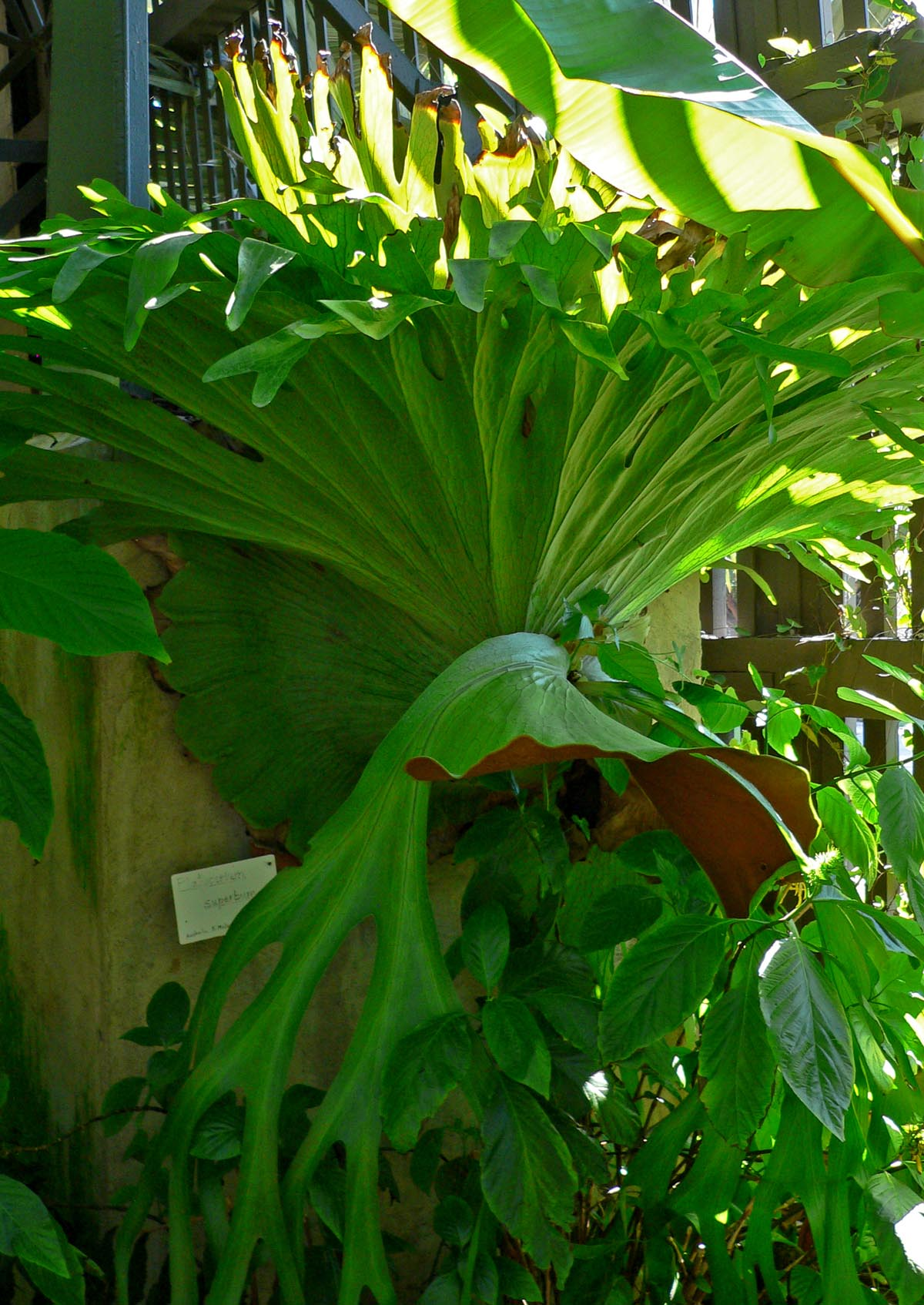
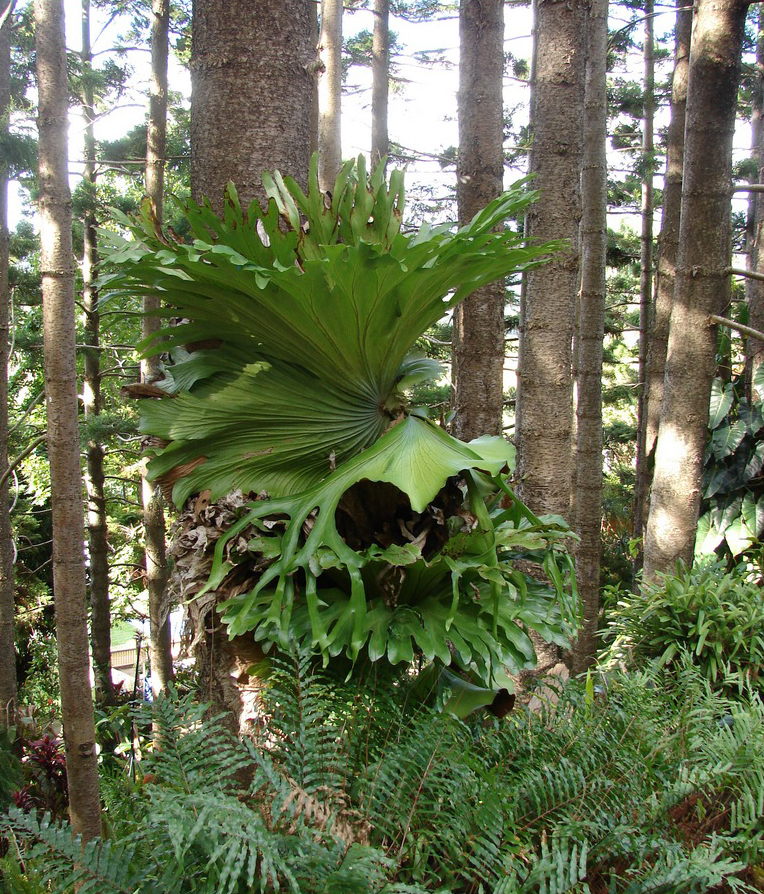
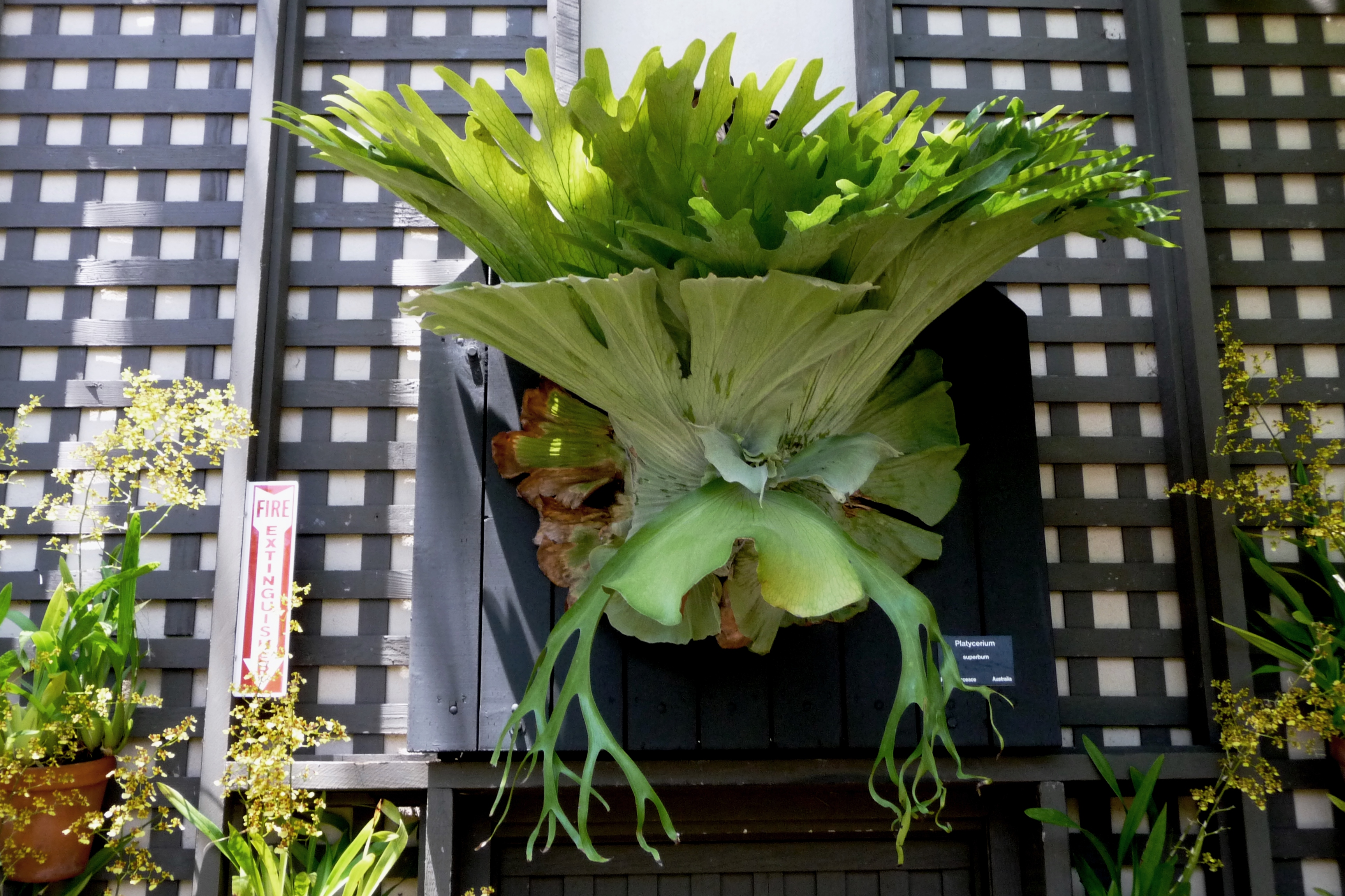
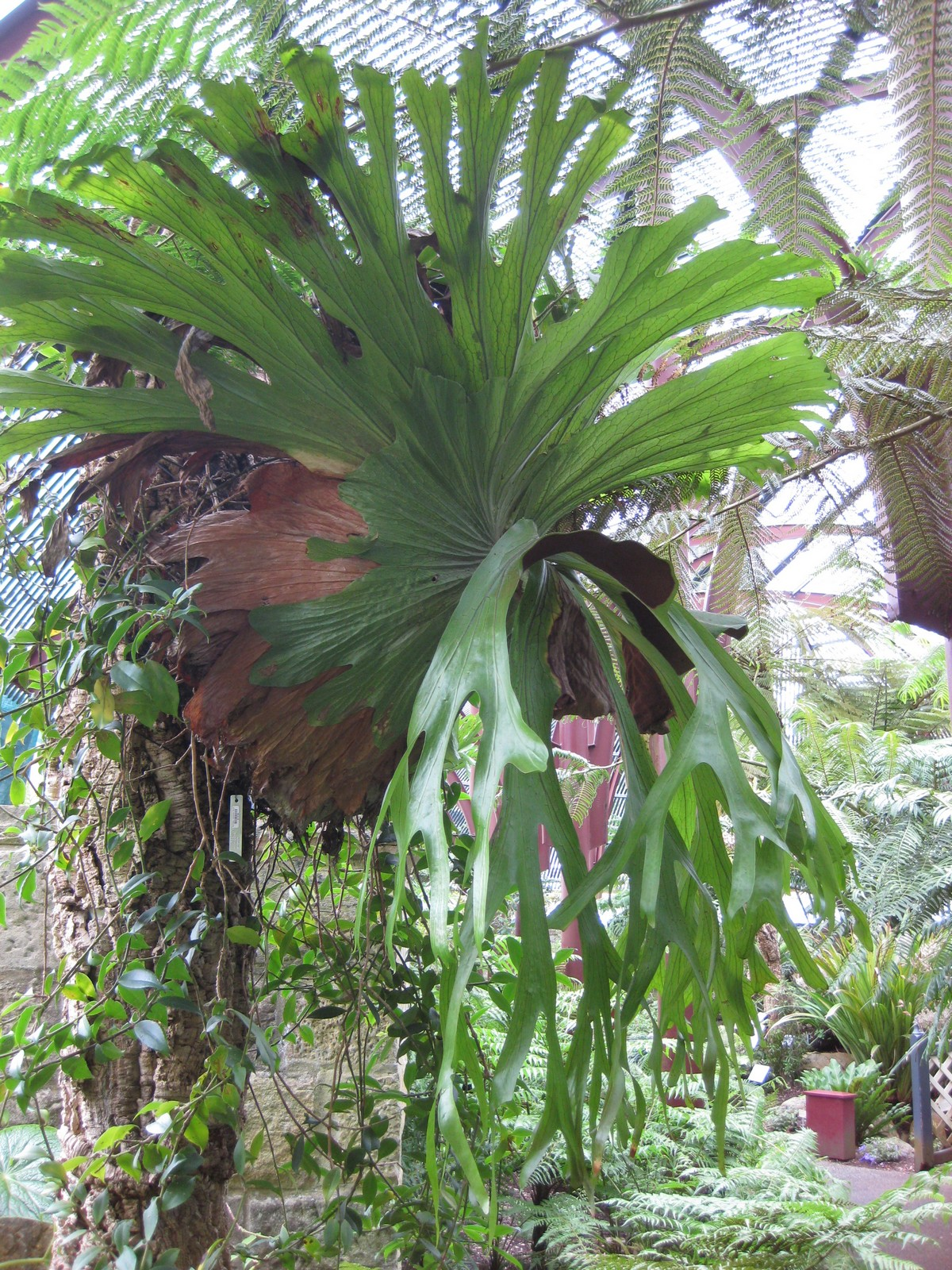
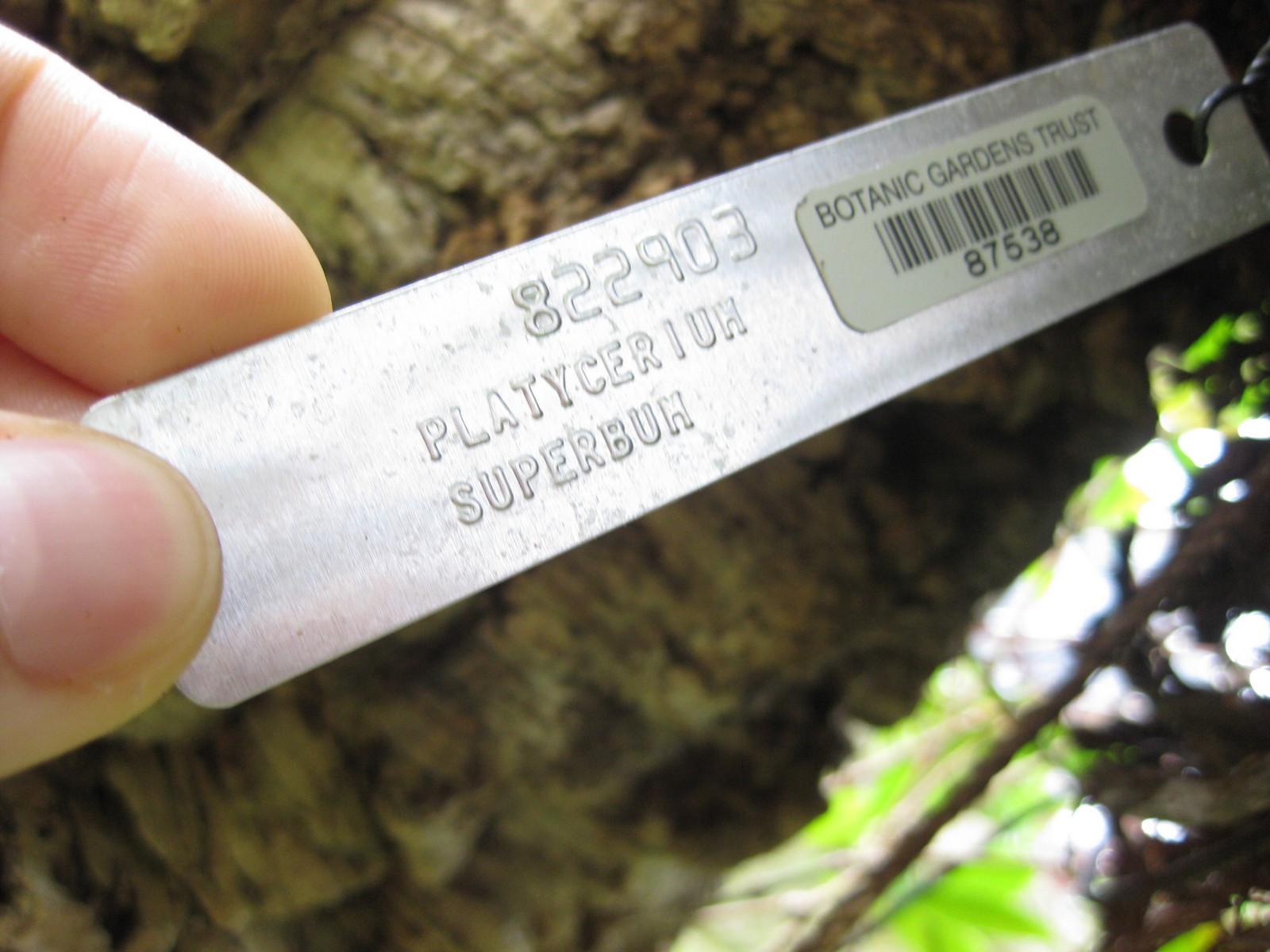